# Bergia erecta
Bergia erecta là một loài thực vật có hoa trong họ Elatinaceae. Loài này được Guill. & Perr. mô tả khoa học đầu tiên năm 1831.